# Flughafen (metropolitana di Norimberga)
La stazione di Flughafen (letteralmente: «aeroporto») è una stazione della metropolitana di Norimberga, capolinea settentrionale della linea U2. Serve l'Aeroporto «Albrecht Dürer».

## Storia
La stazione di Flughafen venne attivata il 28 novembre 1999, come capolinea della tratta da Herrnhütte.

## Interscambi
- Aerostazione (Aeroporto di Norimberga «Albrecht Dürer»)
- Fermata autobus[2]